# Технократија
Технократија је друштво које воде научници и технократе. Технократским организацијама сматрају се оне организације које своје одлуке заснивају на научним и технолошким открићима и сазнањима пре него на социополитичким, те их не занима претерани утицај мера на друштвени, већ само технолошки напредак. Овај систем је експлицитно у супротности са представничком демократијом, идејом да би изабрани представници требало да буду примарни доносиоци одлука у влади, иако не подразумева нужно елиминација изабраних представника. Доносиоци одлука се бирају на основу специјализованог знања и учинка, а не на основу политичких опредељења, парламентарних вештина или популарности.
Термин технократија је првобитно коришћен да означи примену научног метода за решавање друштвених проблема. У свом најекстремнијем облику, технократија је читава влада која ради као технички или инжењерски проблем и углавном је хипотетичка. У практичнијој употреби, технократија је било који део бирократије којом управљају технолози. Влада у којој изабрани званичници именују стручњаке и професионалце да управљају појединачним владиним функцијама и препоручују законодавство, може се сматрати технократском. Неке употребе речи се односе на облик меритократије, где су најспособније особе на власти, наводно без утицаја посебних интересних група. Критичари су сугерисали да „технократска подела“ доводи у питање више партиципативне моделе демократије, описујући ове поделе као „празнине у ефикасности које и даље постоје између управних тела која примењују технократске принципе и чланова опште јавности који имају за циљ да допринесу доношењу одлука владе“.

## Историја појма
Термин технократија је изведен од грчких речи τέχνη, tekhne што значи вештина и κράτος, kratos што значи моћ, као у управљању или владавини. Вилијаму Хенрију Смиту, калифорнијском инжењеру, обично се приписује да је изумео реч технократија 1919. како би описао „владавину људи која је постала делотворна уз помоћ њихових слугу, научника и инжењера“, иако је та реч раније коришћена у неколико прилике. Смит је користио термин технократија у свом чланку из 1919. „Технократија – начини и средства за стицање индустријске демократије“ у часопису Industrial Management (57). Смитова употреба се односила на индустријску демократију: покрет за интеграцију радника у доношење одлука кроз постојеће фирме или револуцију.
Током 1930-их, под утицајем Хауарда Скота и технократског покрета који је основао, термин технократија је почео да значи 'влада путем техничког одлучивања', користећи енергетску метрику вредности. Скот је предложио да се новац замени енергетским сертификатима деноминираним у јединицама као што су ергови или џули, што је у укупном износу еквивалентно одговарајућем националном нето енергетском буџету, а затим равномерно распоређено међу становништвом Северне Америке, према расположивости ресурса.
У уобичајеној употреби налази се изведеница технократа. Реч технократа може да се односи на некога ко врши владина овлашћења због свог знања, „члана моћне техничке елите“, или „некога ко се залаже за надмоћ техничких стручњака“. Мaкдонел и Валбруци дефинишу премијера или министра као технократу ако „у време свог именовања у владу: никада нису обављали јавну функцију под заставом политичке странке; нису формални чланови ниједне странке; и за њих се каже да поседује признату непартијску политичку експертизу која је директно релевантна за улогу коју заузимају у влади“. У Русији је председник Русије често именовао министре на основу техничке експертизе из спољних политичких кругова, а они су називани „технократама“.

## Карактеристике
Технократе су појединци са техничком обуком и занимањима који доживљавају многе важне друштвене проблеме као решиве применом технологије и сродних апликација. Административни научник Гунар К. А. Њалсон теоретизира да су технократе првенствено вођене својим когнитивним „устројством за решавање проблема“ и само делом интересима одређене групе занимања. Сматра се да су њихове активности и све већи успех њихових идеја кључни фактор који стоји иза савременог ширења технологије и углавном идеолошког концепта „информационог друштва“. Технократе се могу разликовати од „еконократа“ и „бирократа“ чији се начин размишљања о решавању проблема разликује од оних код технократа.

### Примери
У 2013. години, библиотека Европске уније у једном информационим сижеу о својој законодавној структури навела је Комисију као „технократски ауторитет”, који има „законодавни монопол” над процесом доношења закона у ЕУ. Ова дефиниција сугерише да је систем, који Европски парламент уздиже до тела са правом вета и амандмана, „првобитно укорењен у неповерењу у политички процес у послератној Европи“. Овај систем је необичан јер је једино право Комисије на законодавну иницијативу моћи која се обично повезује са парламентима.
Бивша влада Совјетског Савеза називана је технократијом. Совјетски лидери попут Леонида Брежњева често су имали техничку позадину. Године 1986. 89% чланова Политбироа су били инжењери.
Лидери Комунистичке партије Кине били су углавном професионални инжењери. Према анкетама општинских управа градова са 1 милион или више становника у Кини, утврђено је да је преко 80% владиног особља имало техничко образовање. У оквиру петогодишњих планова Народне Републике Кине, завршени су пројекти као што су Национални систем магистралних аутопутева, Кинески систем брзе железнице и Брана три клисуре. Током 20. Националног конгреса Кине, класа технократа у финансијама и економији је замењена у корист технократа високе технологије.
Неколико влада у европским парламентарним демократијама означено је као „технократске“ на основу учешћа неизабраних стручњака ('технократа') на истакнутим позицијама. Од 1990-их, Италија је имала неколико таквих влада (на италијанском, governo tecnico) у временима економске или политичке кризе, укључујући формацију у којој је економиста Марио Монти председавао кабинетом неизабраних професионалаца.] Израз „технократски“ је примењиван на владе у којима кабинет изабраних професионалних политичара води неизабрани премијер, као што је случај са грчком владом 2011-2012 коју је предводио економиста Лукас Пападемос и владом Чешке Републике 2009-2010 којом је председавао главни државни статистичар, Јан Фишер. У децембру 2013. године, у оквиру националног дијалога који је водио Туниски национални квартет дијалога, политичке странке у Тунису су се сложиле да успоставе технократску владу на челу са Мехдијем Јомом.